# Ian Kalédine
Ian Kalédine est une série de bande dessinée de fantastique franco-belge créée par le scénariste Jean-Luc Vernal et le dessinateur Ferry pour le journal de Tintin no 47 en 1977 en Belgique et no 121 en 1978 en France, avant de la publier en album cartonné aux éditions du Lombard en 1983.
La série est demeurée inachevée, s'interrompant en 1992 après l'album Dottore Serpenti sans que l'histoire soit terminée.

## Description

### Synopsis
La série commence en 1908 avec l'Événement de la Toungouska. Le prince cosaque Ian Kalédine se trouve à Paris et il y dépense l'argent que lui a confié son père en fêtes dispendieuses, tout en achetant discrètement des armes pour équiper son peuple qui lutte contre le tsar. Il fait la connaissance de Jane, une journaliste anglaise mandatée par son journal pour le suivre et l'interviewer, et de Ferragus, garde du corps irlandais efficace et ami fidèle. Il doit affronter Shultz, un banquier sans scrupules impliqué dans toutes sortes de trafics et de complots. Ils entrent bientôt en contact avec une civilisation venue des étoiles. Une femme appartenant à cette civilisation, ayant une tête de chat et nommée Bastet, se prend d'affection pour Ian.

### Personnages
- Ian Kalédine, le prince cosaque
- Jane Headlong, la journaliste anglaise
- Ferragus Kildare, le garde du corps irlandais assez costaux et ami fidèle d'Ian Kalédine
- Shultz, le banquier ennemi d'Ian Kalédine
- Bastet, la femme à tête de chat

## Publication

### Revues
Ian Kalédine fait une apparition dans deux magazines différents édités par les éditions du Lombard, dont, pour la première fois, Tintin entre 1977 et 1980 en Belgique — 1978 et 1988 en France, mais également Hello Bédé en 1990 et 1992.

### Albums originaux
- 1 La Nuit blanche, éditions du Lombard, 1983
Scénario : Jean-Luc Vernal - Dessin : Ferry - (ISBN 2-8036-0386-1)
- 2 Le Secret de la taïga, éditions du Lombard, 1983
Scénario : Jean-Luc Vernal - Dessin : Ferry - (ISBN 2-8036-0408-6)
- 3 La Mémoire du fond de l’œil, éditions du Lombard, 1984
Scénario : Jean-Luc Vernal - Dessin : Ferry - Couleurs : Monic et Laure - (ISBN 2-8036-0436-1)
- 4 Shan Pacha, éditions du Lombard, 1985
Scénario : Jean-Luc Vernal - Dessin : Ferry - Couleurs : Laure - (ISBN 2-8036-0486-8)
- 5 La Fée Péri, éditions du Lombard, 1986
Scénario : Jean-Luc Vernal - Dessin : Ferry - (ISBN 2-8036-0565-1)
- 6 Le Couteau de braise, éditions du Lombard, 1987
Scénario : Jean-Luc Vernal - Dessin : Ferry - (ISBN 2-8036-0621-6)
- 7 Le Grand Complot, éditions du Lombard, 1988
Scénario : Jean-Luc Vernal - Dessin : Ferry - Couleurs : Monic - (ISBN 2-8036-0692-5)
- 8 Le Samouraï noir, éditions du Lombard, 1989
Scénario : Jean-Luc Vernal - Dessin : Ferry - Couleurs : Monic - (ISBN 2-8036-0750-6)
- 9 Le Secret du château Flambard, éditions du Lombard, 1990
Scénario : Jean-Luc Vernal - Dessin : Ferry - Couleurs : Monic - (ISBN 2-8036-0836-7)
- 10 Dottore Serpenti, éditions du Lombard, 1992
Scénario : Jean-Luc Vernal - Dessin : Ferry - Couleurs : Monic - (ISBN 2-8036-0993-2)